# As Crônicas de Aedyn
As Crônicas de Aedyn: Os Escolhidos é o primeiro livro da série As Crônicas de Aedyn, escrita pelo teólogo Alister McGrath (Belfast, 23 de janeiro de 1953) e ilustrado por Voytek Nowakowski (Leczyca, Polônia. 1959), publicado nos Estados Unidos, em Abril de 2010, pela editora cristã Zondervan, sobre o título de Chosen Ones (literalmente: Os Escolhidos) na categoria de fantasia inglesa. Pela mesma editora, foram lançados dois outros livros como continuação da série, sendo eles o segundo livro (The Aedyn Chronicles: Flight of the Outcasts; em Janeiro de 2011) e o terceiro (The Aedyn Chronicles: Darkness Shall Fall; em Setembro de 2011).
No Brasil o primeiro livro (Os Escolhidos) foi lançado pela editora Hagnos em Outubro de 2011, sobre o selo "United Press". Traduzida para o português brasileiro por Eloisa Pasquini. Com 184 páginas e 20 capítulos. A trama gira em torno dos personagens Júlia e Pedro, dois adolescentes que adentram em um mundo mágico em conflito.

## Sinopse
A terra de Aedyn é um paraíso que está além de toda a imaginação. No entanto, quando tudo desaba, estranhos de outro mundo são chamados para lutar pela verdade. Pedro e Julia nunca suspeitaram que a viagem para a casa de seus avós teria algo fora do comum... Isso, porém, foi antes de Julia tropeçar em um jardim misterioso que brilhava em noites sem lua. Não foi, também, por acidente que ela caiu no lago e puxou seu irmão consigo. No entanto, eles agora estavam perdidos em outra dimensão, em um mundo estranho e sem saber em quem confiar. Será que poderiam acreditar nos lordes encapuzados? No monge idoso que só aparecia quando não era esperado? Ou escravos silenciosos com seus tenebrosos segredos?
Em um mundo habitado por animais diferentes, com ruídos e barulhos esquisitos, duas crianças chamadas de um mundo paralelo terão de descobrir quem realmente são, travar uma intensa luta interior e, depois, liderar uma grande revolta.
Os Escolhidos é o primeiro livro da série As Crônicas de Aedyn.

## Enredo

### Introdução
As Crônicas de Aedyn: Os escolhidos, o primeiro livro da série, começa com a história em Oxford, cidade inglesa. Onde Júlia e Pedro vão passar as férias na casa de seu avô e sua avó de estilo típico. Sua mãe havia morrido a pouco menos de um ano, e seu pai estava em alto mar, como comandante da Marinha Real Britânica.
Pedro, um garoto de 14 anos, gostava de maquinarias, literatura e histórias de táticas de batalha; um rapaz cético. Sua irmã, Júlia, de 13 anos, também gostava da literatura, apreciando mais às fantasias, o que alimentava sua alimentação de jovem criança. Ambos não se importavam muito um com o outro.
Alguns dias depois, Júlia teve sua visão levada a um jardim no fundo das casas, visto da janela de seu quarto. Estranhamento o jardim parecia emitir luz própria e inexplicável. Perguntando a seus avôs, não achou nenhuma explicação plausível, sendo que esse brilho nunca fora visto por eles. Entretanto, seu avô lhe disse que aquele jardim é um dos lugares mais antigos da cidade, construído por um monge que, há muito tempo, havia sido assassinado ali, e seu espírito nunca deixara o lugar. Mas, como ele disse, eram lendas.
Atraída pelo jardim, foi visitá-lo. Passando por uma porta velha e não usada por um bom tempo. Seu irmão a acompanhou. E, atraídos inexplicavelmente por um pequeno lago no jardim, seguraram suas mãos, e ambos entraram nas águas escuras do lago.
Quando se deram por si, estavam em uma praia branca, com águas turquesa. Júlia percebeu que o lago era um portal, com o qual comparou com a toca do coelho, referência a Alice no país das maravilhas. Adentraram na floresta logo a frente, procurando uma direção para voltar para casa. Estavam, aparentemente, em um lugar mágico. Depois de horas andando, encontraram uma clareira com uma fonte velha, e flores mortas; decidiram dormir ali, pois já era tarde.

### Desenvolvimento
Quando Pedro acordou, estava com sede, e saiu para procurar água, deixando sua irmã sozinha. Quando Julia acordou, sentiu que estava sendo observada, e achou ali um velho monge que se apresentou como Gaius, e disse que Julia e seu irmão eram personagens de uma importante profecia. Ele contou uma história de um país bonito, chamado Khemia, que era governada por Marcus, da dinastia Ilium. No sexto ano do reinado de Marcus, um vulcão local entrou em erupção e destruiu o país, obrigando os habitantes a procurarem uma terra nova. Encontraram um país novo e inexplorado. Mas a saúde de Marcus estava fraca, e a morte foi inevitável. Quando morreu, três de seus lordes se auto-coroaram regentes, e os dias de paz daquelas terras acabaram. Eram conhecidos como O Lobo, O Chacal e O Leopardo. Escravizaram os que não obedeciam às suas vontades, e, com amuletos mágicos, tiveram seus dias prolongados. Onde reinam até o fim da história. Estavam em Aedyn.
O monge disse a Júlia que um maior que ele e maior que Marcus foi quem lhe contou da profecia, e o fez trazer os irmãos a esse mundo. Mas, até então, ele fez Júlia jurar que não contaria a história a ninguém, principalmente a seu irmão.
Quando Pedro voltou, guiou sua irmã até um castelo. Os caminhos tinham pastos longos e verdes, mas neles não havia vacas que comessem o belo capim. Quando se aproximaram do castelo, viram três cavaleiros negros vindo em sua direção, e não pareciam amigáveis. Na fuga, não muito eficiente, Júlia se forçou a gritar com medo, e, de seu grito surpreendeu-se ao ver que foi gerado uma onda super-sônica que pareceu abalar a terra, e fez os cavaleiros encapuzados caírem. Algo mágico, mas desconhecido. Confusos, fugiram para a porta do castelo, que abriu tempo depois, diante deles.
Dentro das muralhas do castelo, não viram ninguém nas ruelas. Se dirigiram para a fortaleza central do castelo, a fim de encontrar algum morador. Ao entrarem lá, já se deparando com servos encapuzados e misteriosos, viram três seres sentados em três tronos. Eram O Lobo, O Leopardo e O Chacal. Temente, lembrando da história de Gaius, Júlia se apresentou como enviados de Albion (terra fictícia) para fazer contato com o reino. Os lordes deixaram que eles ficassem sobre seu domínio, mas não estavam confiantes na história dos irmãos.
Júlia entendia que estava ali para libertar todos os escravos das mãos dos lordes, mas Pedro só queria voltar para casa, e pedia para que sua irmã parasse de inventar coisas surreais. E querendo prolongar seus dias vivos, temendo a morte, apresentou aos lordes medievais um elemento chamado Pólvora. Os lordes gostaram da proposta de Pedro, vendo que poderiam usar a pólvora como arma para deter o restante dos escravos escondidos na floresta, e evitar uma revolta eminente. Mas Júlia, despretensiosa, escutou o plano dos lordes, e temeu a morte de centenas de pessoas. Prometendo o título de príncipe a Pedro, Anaximander, servo dos lordes, convenceu-o a ceder a sabedoria da pólvora para os lordes.
No quarto de Júlia, duas escravas se apresentaram, uma delas se chamava Helena, a outra, Alice. Elas sabiam quem realmente era Júlia, e também conheciam a profecia. Já sabiam dos boatos de que Júlia e Pedro eram os escolhidos. Embora Júlia não aceitasse muito isso, e Pedro, nem sequer ainda sabia da tal história. Tempos depois, conheceu também o escravo Simeão, e soube que todos os escravos planejavam uma revolta; mas tinham medo, pois os lordes mantinham as crianças presas em algum lugar do reino.
Quando Júlia descobriu que seu irmão tinha dado a formula da pólvora aos lordes, ficou furiosa com ele, temendo a morte dos escravos. Entretanto, os lordes não estavam satisfeitos apenas com a pólvora, precisavam de algo para controlá-la; e ameaçou os irmãos à morte, mas permitiram Pedro viver se ele lhes ensinasse alguma arma para controlá-la. Pedro apresentou a eles a ideia do canhão. Júlia, por outro lado, foi levada para a uma Cela da Morte.

### Conclusão
Porém, Júlia, na Cela da Morte, em um lado da floresta no castelo, foi libertada por alguns escravos - mandados por Gaius. O líder desses rebeldes era Lucas, um grande guerreiro. Júlia acreditava que seu irmão havia lhe traído, mas ele também bolava seu plano para liberdade. Júlia e os rebeldes chegaram ao jardim aonde haviam dormido no primeiro dia em Aedyn. Helena e Alice, e outros escravos, haviam fugido do castelo. Gaius estava lá, e muitos outros rebeldes fieis a Marcus. Júlia foi apresentada a todos como “A honrada estranha”, enviada por um chamado O Senhor dos Exércitos. A prometida.
Pedro, em seus planos, ainda prisioneiro no castelo, projetou um canhão de argila, sabendo que ele não aguentaria a explosão da pólvora. E, feito isso, provocando uma explosão e confusão, conseguiu fugir no meio da fumaça, e se encontrou com alguns rebeldes enviados de Gaius, no meio da fuga, que vieram resgatá-lo. Ele também foi levado à clareira onde Júlia estava. Naquela noite seria um dia conhecida como A Grande Recordação, dia em que os rebeldes e escravos se juntavam para re-lembrar a história real de sua terra, geralmente distorcida pelos lordes. Todos levaram comida, e os que tinham mais dividiam com os que tinham menos, e todos partilharam da mesma presença e unidade.
Naquele dia, Pedro e Júlia se perdoaram, e se sentiram tão próximos quanto nunca. Ambos escutaram a história e conheceram sobre O Senhor dos Exércitos, e conheceram mais da profecia. Queira eles serem ou não os verdadeiros escolhidos, aceitaram esse papel, e então se mobilizaram para libertar aquele povo.
O primeiro passo era localizar e libertar as crianças, para que não houvesse riscos. Encontraram elas em um porão escondido, e com sucesso libertaram as crianças. Agora, precisavam de armas, até então eram só rebeldes e escravos contra um exercito preparado. Gaius disse que existia um lugar onde havia espadas e arcos com flechas, escondido em uma gruta antiga. Há tempos muitas dessas armas foram destruídas pelos lordes, para que não houvesse rebeliões, mas Gaius havia escondido algumas delas. E, no momento certo, na chegada dos Escolhidos, revelou sua localização, e armaram-se. Pedro, com seu pouco conhecimento em arcos, treinou os rebeldes.
Houve a invasão ao castelo, e os rebeldes e escravos, junto a Pedro e Júlia, Os Escolhidos, tomaram Aedyn de volta para quem merecia. Renderam os três lordes e seus exércitos e, com misericórdia, não os mataram, mas os mandaram em exílio para Khemia, em sua terra natal. E tomaram-lhe os amuletos que os mantinham vivos, para que, no exílio, experimentassem a morte no tempo necessário.
Quando houve paz, Pedro e Júlia voltaram para a clareira, já cheia de vida. Gaius disse que o mal não havia se extinguido com o fim do reinado dos tiranos. Enquanto a mesmo força que criou os amuletos que deram longa vida aos lordes existisse, haveria o mal, que somente se extinguiria com a vinda do O Ungido, que um dia seria enviado pelo Senhor dos Exércitos. E, de mãos dadas, fecharam os olhos sobre o brilho do jardim, e, ao se olharem, alargaram um sorriso nunca realizado com o mesmo amor. Estavam de volta em sua casa.

## Personagens principais

### Júlia
Menina de 13 anos, amante da literatura e fantasia. Tem sempre esperanças para o melhor, e fé em algo que ainda vai descobrir. Ao longa da história, ela descobri ter adquirido um certo de poder interno, que, ao emitir um grito, gerava uma onda ultra-sônica.

### Pedro
Irmão de Júlia. Gosta de maquinarias e ciência, de histórias de guerras e batalhas. Um rapaz um tanto cético. Não fica claro ele também possuir poder, mas, no capítulo da libertação das crianças, algo relacionado fica subentendido ter o mesmo poder de sua irmã.

### Gaius
Um velho monge que viveu no mundo dos homens, onde foi assassinado. Um servo fiel de Marcus, que liderou os rebeldes e escravos à liberdade e anunciou a chegada dos Escolhidos.

### Marcus
Um rei antigo da terra de Khemia. Quando sua terra foi destruída, foi para Aedyn, onde velho e doente faleceu. Foi muito amado por seus fieis e servos, muitos dos quais até os dias da história batalhavam sobre seu nome.

### Lucas
Um rebelde guerreiro, fiel a Gaius e ao falecido rei.

### Simeão
Um rebelde escravizado pelos lordes. E um dos cabeças da revolução dentro do castelo.

### Helena
A primeira escrava a se comunicar com Júlia dentro do castelo, que a levou a pensar mais sobre o caso dos prisioneiros.

### Anaximander
O maior servo dos três lordes.

### Chacal, O
Um dos grandes lordes fiéis a Marcus até o dia de sua morte. Depois de então, autonomeou a si como regente de Aedyn, junto ao Lobo e ao Leopardo. Esse usa uma máscara de Chacal, representando sua personalidade.

### Lobo, O
Um dos três grandes lordes. Também usa uma máscara, sendo a sua a de um Lobo feroz.

### Leopardo, O
Um dos três grandes lordes. De igual forma usa uma máscara, de Leopardo, como sugere o seu nome.
1 McGrath, Alister. As Crônicas de Aedyn. 1ª Edição, Outubro de 2011
2 Zondervan: The Aedyn Chronicles
3 Editora no Brasil: Hagnos